# Mistrzostwa Polski w Łyżwiarstwie Szybkim w Wieloboju Sprinterskim 2023
42. Mistrzostwa Polski w Łyżwiarstwie Szybkim w Wieloboju Sprinterskim 2023 odbyły się w dniach 28–29 stycznia 2023 r. na torze Arena Lodowa w Tomaszowie Mazowieckim razem z mistrzostwami Polski w wieloboju.

## Wyniki

### Kobiety
| Pozycja | Zawodniczka        | Klub                          | 500 m     | 1000 m      | 500 m     | 1000 m      | Suma pkt. | Strata |
| ------- | ------------------ | ----------------------------- | --------- | ----------- | --------- | ----------- | --------- | ------ |
| 01 !    | Karolina Bosiek    | KS Pilica Tomaszów Mazowiecki | 39.23 (1) | 1:18.57 (1) | 39.47 (1) | 1:18.71 (2) | 157.340   | –      |
| 02 !    | Iga Wojtasik       | AZS AWF Katowice              | 40.36 (3) | 1:20.63 (2) | 40.07 (2) | 1:20.35 (3) | 160.920   | +3.580 |
| 03 !    | Wiktoria Dąbrowska | MKS Korona Wilanów            | 40.69 (4) | 1:21.46 (3) | 40.47 (3) | 1:21.75 (4) | 162.765   | +5.425 |

### Mężczyźni
| Pozycja | Zawodnik        | Klub                          | 500 m     | 1000 m      | 500 m     | 1000 m      | Suma pkt. | Strata |
| ------- | --------------- | ----------------------------- | --------- | ----------- | --------- | ----------- | --------- | ------ |
| 01 !    | Marek Kania     | Fundacja ŁiSW Legia Warszawa  | 35.82 (2) | 1:11.03 (2) | 35.73 (2) | 1:11.00 (1) | 142.565   | –      |
| 02 !    | Piotr Michalski | AZS AWF Katowice              | 35.75 (1) | 1:10.96 (1) | 35.82 (3) | 1:11.05 (2) | 142.575   | +0.010 |
| 03 !    | Damian Żurek    | KS Pilica Tomaszów Mazowiecki | 35.84 (3) | 1:11.28 (3) | 35.65 (1) | 1:11.33 (3) | 142.795   | +0.230 |